# 鲁南县
鲁南县，中国旧县名。
1947年11月，中国共产党豫陕鄂后方工委决定，以方城县拐河区为中心，在方城北部、鲁山东南和叶县西北部，成立中共鲁南县工作委员会（次年2月，改为县委）、县政府和独立营，县委书记丁野，县长王致祥，立营营长丁本荣，教导员杜星培。鲁南县下辖独树、拐河、杨集、四里店、张良、常村六个区，人口三十万。1948年底，鲁南县撤销。该县为中共政权巩固豫西，攻占南阳，夺取平汉、淮海战役的胜利，做出了重要贡献。